# 得能摩利子
得能 摩利子 (とくのう まりこ 1954年10月6日 - ) は、日本の実業家。

## 人物
1978年東京大学文学部卒業後、東京銀行入行。1981年夫の大阪転勤に伴い、退職。ブリティッシュコロンビア大学でMBA取得。
1994年ルイ・ヴィトンジャパンカンパニー社長室長、2004年ティファニー・アンド・カンパニー・ジャパン・インクヴァイスプレジデント、2010年クリスチャン・ディオール代表取締役社長、2013年ハピネット取締役、同年フェラガモ・ジャパンCEO、2016年代表取締役社長兼CEO、三菱マテリアル取締役、2017年ヤマトホールディングス取締役、2019年三菱マテリアル取締役 指名委員長。2022年資生堂取締役。